# Торпедо (хоккейный клуб, Нижний Новгород)
«Торпе́до» — российский хоккейный клуб из Нижнего Новгорода, выступающий в дивизионе Боброва Западной конференции Континентальной хоккейной лиги. Основан 26 декабря 1946 года.

## История
Команда «Торпедо» основана в 1946 году. С сезона 1947/48 выступает в чемпионатах страны. В сильнейшей лиге в 1952—1953, 1954—1998, 1999—2002, 2003—2004, и с 2007 года.

### 1940—1950-е годы: восхождение
Первое выступление горьковской команды на союзном уровне относится к сезону 1947/48. «Торпедо» приняло участие в первом чемпионате СССР среди команд второй группы (аналог Высшей лиги). Горьковчане заняли в дебютном для себя сезоне четвёртое место, пропустив вперёд команды «Динамо» (Свердловск), «Дзержинец» (Челябинск) и «Динамо» (Московская область), но обошли куйбышевское «Динамо», «Локомотив» Вологда и «Торпедо» Архангельск. В следующем сезоне торпедовцы заняли в своей зоне последнее, пятое место.
Весной 1954 года «Торпедо» в чемпионате второго эшелона вслед за новосибирским «Динамо» финишировало вторым и получило право играть в первой группе — семь очков и последнее, 10 место. Но команда осталась в первой группе благодаря расширению класса «А» до 15 команд.
Весной 1960 года соревнования проходили по системе плей-офф. В начале весны состоялись четвертьфинальные матчи. В Горький приехал ЦСКА и проиграл 5:6, причём по ходу игры хозяева льда вели 6:3. На следующий день командам предстояло провести второй матч серии, которая игралась до двух побед. Лёд стал совершенно непригодным для игры из-за плюсовой температуры. Матч сначала дважды переносили, а в восемь вечера отменили вообще. ЦСКА уехал со стадиона, и только потом переполненным трибунам было объявлено о переносе игры в «Сокольники». Агрессивно настроенные болельщики стали штурмовать подтрибунные помещения в надежде отыскать директора и кассиров, которые, продав все билеты, уехали. Начались беспорядки, разграбление раздевалки ЦСКА, где часть армейцев оставила свои вещи. Затем на стадионе случился пожар.

### 1961 год: серебро чемпионата СССР
Осенью 1960 года «Торпедо» выиграло турнир на приз газеты «Советский спорт», победив в решающем поединке московский «Спартак». В марте 1961 года «Торпедо» завоевало серебро чемпионата СССР. Тогда впервые один из комплектов медалей достался немосковскому клубу. Имена лауреатов того турнира — Виктор Коноваленко, Игорь Шичков, Валерий Кормаков, Вячеслав Жидков, Борис Немчинов, Игорь Чистовский, Лев Халаичев, Роберт Сахаровский, Александр Рогов, Анатолий Орлов. Тренировал команду Дмитрий Богинов.

### 1960—1980-е годы: «гроза авторитетов»
После 1961 года торпедовцам так и не удалось оказаться на пьедестале. В 1982 и 1985 году команда смогла занять четвёртое место в чемпионате СССР. В 1983 и 1985 годах горьковчане завоёвывали приз «Гроза авторитетов», вручавшийся команде, отобравшей больше всего очков у призёров чемпионата. Хоккеисты, выступавшие за «Торпедо», неоднократно привлекались к выступлениям за различные сборные страны. Порой, за один сезон в сборную привлекались до десяти игроков «Торпедо». Регулярно вызывались в национальную команду страны Александр Скворцов, Владимир Ковин, Михаил Варнаков, а немногим ранее и Юрий Фёдоров. Большой вклад в успехи «Торпедо» тех лет внесли московские тренеры — Николай Карпов и Юрий Морозов.

### 1990-е — 2007 годы: кризис
В 1990-е годы команда не имела серьёзных успехов. Наивысшим достижением стал выход в 1/4 плей-офф в чемпионате МХЛ 1995 года. 19 ноября 1990 года «Торпедо» переехало в новый дворец спорта им. В. С. Коноваленко, в котором команда выступала на протяжении 17 лет (до возвращения в Дворец спорта Профсоюзов в 2007 году).
В сезоне 1997/98 команда впервые за 40 с лишним лет покинула лигу сильнейших, вылетев в Высшую лигу, однако спустя сезон клуб вернулся в суперлигу. В сезоне 1999/2000 автозаводцы дошли до 1/8 финала. В 2002 году команда вновь покинула высший дивизион, и сезон 2002/03 играла в высшей лиге. Однако нижегородцы смогли занять первое место на первом и втором этапах сезона, что позволило им вернуться в Суперлигу, но снова ненадолго. Следующий сезон для торпедовцев получился провальным, и заняв последнее 16 место, клуб вернулся в Высшую лигу, где оставался с 2004 по 2007 год.

### 2007—2013 годы: возвращение

#### Сезон 2007/08
В 2007 году, заняв первое место в Высшей лиге и во второй раз завоевав главный трофей, автозаводцы вернулись в Суперлигу. Главной звездой был Александр Ниживий. В последний сезон суперлиги 2007/2008 команда выступила неудачно, заняв последнее 20 место. Но с 2008 года было принято решение о создании Континентальной Хоккейной Лиги, в состав которой вошло и нижегородское «Торпедо».

#### Сезон 2008/09
В сезоне 2008/2009 команда заняла 12 место, дойдя до 1/8 финала, в котором уступила магнитогорскому «Металлургу». Одним из лучших снайперов чемпионата был признан чешский нападающий Павел Брендл, забросивший 35 шайб в ворота соперника.

#### Сезон 2009/10
Во втором сезоне КХЛ 2009/2010 команда провела мощную селекцию. Были приглашены зарубежные игроки, такие как Ярослав Беднарж, Юаким Линдстрём, Бернд Брюклер, Ангел Крстев. Однако, несмотря на успешное межсезонье и на завоевание Кубка Губернатора Нижегородской области, «Торпедо» не смогло выйти в плей-офф, заняв 9 место в конференции и 17 место в общей таблице.
Второй год подряд лучшим снайпером «Торпедо» оказался Павел Брендл.

#### Сезон 2010/11
К третьему сезону произошла полная реорганизация команды, в отставку был отправлен главный тренер Евгений Попихин, его место занял Владимир Голубович. Оставив лишь основной костяк, команда была набрана заново. Ряды новичков пополнили канадские игроки Дэнни Гру, Шарль Лингле, Мэтт Эллисон, американец Райан Веске. Капитаном команды стал опытный игрок московского «Динамо» Сергей Вышедкевич. В 2011 году в составе молодёжной сборной России чемпионом мира стал нападающий «Торпедо» Семён Валуйский.
Торпедовцам не хватило всего одного очка до попадания в заветную восьмёрку. Второй год подряд «Торпедо» не вышло в плей-офф. После завершения сезона главный тренер команды Владимир Голубович ушёл в отставку.

#### Сезон 2011/12
В четвёртом сезоне КХЛ в команде сменился главный тренер. На этот пост был приглашён финский специалист Кари Ялонен. Под его руководством клуб очень уверенно и ровно провёл регулярный чемпионат и, несмотря на многочисленные травмы игроков основы — на несколько месяцев из состава команды выбывали Райан Веске, Виталий Коваль, Мэтт Эллисон и Дмитрий Макаров, «Торпедо» за 9 матчей до конца регулярного чемпионата обеспечило себе место в плей-офф. Более того, уже за тур до конца чемпионата нижегородцы обеспечили себе первое место в дивизионе Тарасова. В общем рейтинге команд КХЛ они заняли 7 место, набрав в общей сложности 91 очко. «Торпедо» отличилось одной из самых надёжных защит в лиге (пятое общее место по пропущенным шайбам), что объяснялось как умелой организацией игры Кари Ялоненом, так и выдающейся игрой вратаря команды Виталия Коваля, ставшего лучшим в лиге по коэффициенту надёжности (1,75 в 30 проведённых матчах). В первом раунде «Торпедо» в серии из 7 игр сумело сломить сопротивление рижского «Динамо», однако во втором раунде уступило в 6 играх московскому «Динамо».

## Достижения
- Серебряный призёр чемпионата СССР 1961 года. Первая немосковская команда, завоевавшая медали в чемпионате СССР и вышедшая в финал Кубка СССР (1961).
- Обладатель Кубка РСФСР (1951)
- Четвёртое место чемпионата СССР (1981—1982 и 1984—1985), выход в четвертьфинал МХЛ (1994—1995), выход в 1/8 финала суперлиги (1999—2000), первое место на первом и на втором этапах высшей лиги (2002—2003), выход в полуфинал высшей лиги (2004—2005), выход в 1/4 финала КХЛ (2011—2012, 2015—2016, 2022—2023)
- Обладатель призов — «Справедливой игры» 1975 года, «Грозы авторитетов» 1983 и 1985 годов, «Кубка прогресса» 1982 года.
- Победитель крупных международных турниров: «Кубка Бухареста» 1960 и 1962 годов, «Полярного Кубка» 1968, 1972 и 1974 годов, «Кубка Дуная» 1966 года, «Кубка Горняка» 1958 года, «Кубка Хеннингера» 1986 года, финалист Кубка Шпенглера 1972-го. Победитель турнира на призы газеты «Советский спорт» 1960 года и турнира памяти Беляева 1971 и 2006 года, обладатель Кубка Губернатора Нижегородской Области (2009, 2011, 2013, 2016), обладатель Steel Cup 2015, обладатель Dukla Cup 2016, обладатель Bodense Cup 2017

### Самые крупные результаты
Самая крупная победа за всю историю:
- Торпедо — Дизелист (Пенза) 17:3 (1968/69)

Самая крупная победа в КХЛ:
- Барыс — Торпедо 1:10 (2024/25)[4]

Самое крупное поражение за всю историю:
- Динамо (Москва) — Торпедо 17:1 (1954/55)

Самое крупное поражение в КХЛ:
- Торпедо — Атлант (Мытищи) 2:8 (2009/10)

### Бомбардиры команды последних 16 сезонов
- 2004/05  Константин Шафранов — 54 (21+33) — высшая лига
- 2005/06  Александр Ниживий — 38 (12 +26) — высшая лига
- 2006/07  Александр Гольц — 59 (31+28) — высшая лига
- 2007/08  Егор Шастин — 24 (8+16) — суперлига
- 2008/09  Павел Брендл — 50 (35+15) — КХЛ
- 2009/10  Павел Брендл — 37 (27+10) — КХЛ
- 2010/11  Мэтт Эллисон — 50 (21+29) — КХЛ
- 2011/12  Мартин Тёрнберг — 48 (24+24) — КХЛ
- 2012/13  Дмитрий Макаров — 44 (13+31) — КХЛ
- 2013/14  Сакари Салминен — 53 (21+32) — КХЛ
- 2014/15   Войтек Вольски — 47 (25+22) — КХЛ
- 2015/16  Каспарс Даугавиньш — 40 (17+23) — КХЛ
- 2016/17  Дмитрий Сёмин — 36 (14+22) — КХЛ
- 2017/18  Егор Дугин — 29 (12+17) — КХЛ
- 2018/19  Денис Паршин — 45 (18+27) — КХЛ
- 2019/20  Джордан Шрёдер[англ.] — 42 (20+22) — КХЛ
- 2020/21  Дамир Жафяров — 62 (21+41) — КХЛ
- 2021/22  Дамир Жафяров — 45 (18+27) — КХЛ
- 2022/23  Николай Коваленко — 54 (21+33) — КХЛ
- 2023/24  Максим Летунов — 48 (25+23) — КХЛ

В истории хоккея 34 игрока сборной СССР не менее пяти раз становились чемпионами мира. 33 из них представляли в ней московские клубы. 

### Рекордсмены по стажу
- 17 чемпионатов — Владимир Астафьев, Александр Скворцов, Михаил Пресняков
- Матчи в суперлиге — Анатолий Водопьянов — 653 игры.
- Матчи во всех лигах — Олег Наместников — 720 игр.
- Лучший снайпер в суперлиге — Александр Скворцов — 244 шайбы.
- Лучший ассистент в суперлиге — Александр Скворцов — 204 голевые передачи.
- Лучший бомбардир в суперлиге по системе «гол+пас» — Александр Скворцов — 448 очков (244+204).
- Наибольшее штрафное время — Владимир Ковин — 570 минут.

### Рекордсмены одного чемпионата
- 36 шайб — Роберт Сахаровский (1959/60), 35 шайб — Павел Брендл (2008/09)
- 32 голевые передачи — Петер Подхрадски (2008/2009), Сакари Салминен (2013/2014)
- 62 очка по системе «гол+пас» — Дамир Жафяров (2020/2021)
- 95 штрафных минут — Анатолий Филатов (1999/2000)

### Чемпионы мира, Европы и Олимпийских игр
- Коноваленко, Виктор Сергеевич
- Варнаков, Михаил Павлович
- Ковин, Владимир Александрович
- Скворцов, Александр Викентьевич
- Фёдоров, Юрий Иванович
- Коваленко, Андрей Николаевич
- Тёрнберг, Мартин

## Результаты выступления в КХЛ
И — количество проведённых игр, В — выигрыши в основное время, ВО — выигрыши в овертайме, ВБ — выигрыши в послематчевых буллитах, ПО — проигрыши в овертайме, ПБ — проигрыши в послематчевых буллитах, П — проигрыши в основное время, О — количество набранных очков, Ш — соотношение забитых и пропущенных голов, РС — место по результатам регулярного сезона
| Сезон   | И   | В   | ВО | ВБ | ПБ | ПО | П   | О    | Ш         | РС | Результаты серий с соперниками в плей-офф                                    | Результат в плей-офф                                                         |
| ------- | --- | --- | -- | -- | -- | -- | --- | ---- | --------- | -- | ---------------------------------------------------------------------------- | ---------------------------------------------------------------------------- |
| 2008/09 | 56  | 24  | 2  | 2  | 3  | 1  | 24  | 84   | 162-162   | 11 | 0-3 Металлург Мг                                                             | Проиграли в 1/8 финала                                                       |
| 2009/10 | 56  | 22  | 1  | 1  | 1  | 4  | 27  | 75   | 154-163   | 15 | В плей-офф не играли                                                         | В плей-офф не играли                                                         |
| 2010/11 | 54  | 18  | 5  | 3  | 1  | 2  | 25  | 73   | 144-151   | 17 | В плей-офф не играли                                                         | В плей-офф не играли                                                         |
| 2011/12 | 54  | 24  | 0  | 6  | 5  | 2  | 17  | 91   | 157-132   | 7  | 4-3 Динамо Р, 2-4 Динамо М                                                   | Проиграли в 1/4 финала                                                       |
| 2012/13 | 52  | 19  | 0  | 2  | 4  | 4  | 23  | 69   | 142-146   | 20 | В плей-офф не играли                                                         | В плей-офф не играли                                                         |
| 2013/14 | 54  | 25  | 2  | 5  | 3  | 2  | 17  | 94   | 153-121   | 9  | 3-4 Салават Юлаев                                                            | Проиграли в 1/8 финала                                                       |
| 2014/15 | 60  | 22  | 1  | 7  | 5  | 3  | 22  | 90   | 153-144   | 12 | 1-4 СКА                                                                      | Проиграли в 1/8 финала                                                       |
| 2015/16 | 60  | 23  | 4  | 6  | 7  | 4  | 16  | 100  | 163-137   | 11 | 4-2 Йокерит, 1-4 ЦСКА                                                        | Вышли в 1/4 финала                                                           |
| 2016/17 | 60  | 27  | 3  | 5  | 3  | 4  | 18  | 104  | 145-124   | 9  | 1-4 Динамо М                                                                 | Проиграли в 1/8 финала                                                       |
| 2017/18 | 56  | 23  | 4  | 2  | 6  | 2  | 19  | 89   | 116-127   | 11 | 0-4 Локомотив                                                                | Проиграли в 1/8 финала                                                       |
| 2018/19 | 62  | 20  | 5  | 2  | 3  | 7  | 25  | 64   | 176-193   | 14 | 3-4 Барыс                                                                    | Проиграли в 1/8 финала                                                       |
| 2019/20 | 62  | 22  | 5  | 2  | 3  | 3  | 27  | 64   | 165-167   | 15 | 0-4 ЦСКА                                                                     | Проиграли в 1/8 финала                                                       |
| 2020/21 | 60  | 22  | 3  | 4  | 2  | 7  | 22  | 67   | 170-168   | 14 | 0-4 Ак Барс                                                                  | Проиграли в 1/8 финала                                                       |
| 2021/22 | 47  | 20  | 1  | 0  | 3  | 4  | 19  | 49   | 117-113   | 16 | В плей-офф не играли                                                         | В плей-офф не играли                                                         |
| 2022/23 | 68  | 31  | 7  | 4  | 2  | 4  | 20  | 90   | 204-172   | 5  | 4-2 Динамо М, 0-4 СКА                                                        | Проиграли в 1/4 финала                                                       |
| 2023/24 | 68  | 27  | 5  | 2  | 3  | 4  | 27  | 75   | 189-180   | 14 | 1-4 СКА                                                                      | Проиграли в 1/8 финала                                                       |
| 2024/25 | 68  | 24  | 3  | 4  | 6  | 3  | 28  | 71   | 204-196   | 14 | 0-4 Локомотив                                                                | Проиграли в 1/8 финала                                                       |
| Всего   | 997 | 393 | 51 | 57 | 60 | 60 | 376 | 1349 | 2714-2596 | —  | В плей-офф кубка Гагарина участвовали 12 раз. Счёт (победы/поражения): 24-58 | В плей-офф кубка Гагарина участвовали 12 раз. Счёт (победы/поражения): 24-58 |

## Стадион и атрибутика
Домашняя арена клуба — КРК «Нагорный». Вместимость: 5600 мест. Адрес: Нижний Новгород, пр. Гагарина, 29.
Рядом с футбольным стадионом «Нижний Новгород» на Стрелке строится новая хоккейная арена с двумя катками, один из которых на 12 000 мест. Планируемая дата ввода в эксплуатацию — март 2025 года.
Цвета клуба — белый и синий, однако на эмблеме преимущественно изображён красный.

## Руководство клуба
- Председатель Правления — Глеб Сергеевич Никитин
- Генеральный директор — Евгений Евгеньевич Забуга
- Заместитель генерального директора по безопасности — Юрий Алексеевич Калинин
- Начальник команды — Владимир Владимирович Щепалин

## Тренерский штаб
- Главный тренер —  Алексей Исаков
- Тренер —  Дмитрий Гоголев
- Тренер —  Игорь Уланов
- Тренер-консультант —  Кирилл Брагин
- Тренер вратарей —  Николай Хабибулин
- Тренер по физической подготовке —  Андрей Емельянов
- Тренер по силовой подготовке —  Евгений Лебедев
- Тренер-видеоаналитик —  Андрей Порядин

## Состав
Согласно официальному сайту клуба
| №          | Игрок             | Страна    | Хват    | Дата рождения              | Рост (см) | Вес (кг) |         |
| Вратари    | Вратари           | Вратари   | Вратари | Вратари                    | Вратари   | Вратари  | Вратари |
| ---------- | ----------------- | --------- | ------- | -------------------------- | --------- | -------- | ------- |
| 1          | Кирилл Трошкин    | Россия    | Левый   | 17 августа 2005 (19 лет)   | 181       | 77       |         |
| 35         | Иван Кульбаков    | Беларусь  | Левый   | 18 сентября 1996 (28 лет)  | 183       | 87       |         |
| Защитники  |                   |           |         |                            |           |          |         |
| 6          | Богдан Конюшков   | Россия    | Правый  | 20 декабря 2002 (22 года)  | 181       | 80       |         |
| 18         | Маркус Филлипс    | Канада    | Левый   | 21 марта 1999 (26 лет)     | 185       | 91       |         |
| 19         | Кирилл Кирсанов   | Россия    | Левый   | 19 сентября 2002 (22 года) | 187       | 100      |         |
| 21         | Антон Силаев      | Россия    | Левый   | 11 апреля 2006 (19 лет)    | 200       | 90       |         |
| 22         | Дмитрий Бреус     | Казахстан | Правый  | 22 февраля 2004 (21 год)   | 185       | 85       |         |
| 24         | Александр Пелевин | Россия    | Левый   | 16 мая 2004 (21 год)       | 182       | 87       |         |
| 81         | Арсений Варлаков  | Россия    | Левый   | 21 июля 2003 (22 года)     | 176       | 69       |         |
| Нападающие |                   |           |         |                            |           |          |         |
| 7          | Максим Летунов    | Россия    | Левый   | 20 февраля 1996 (29 лет)   | 193       | 82       |         |
| 10         | Владислав Фирстов | Россия    | Левый   | 19 июня 2001 (24 года)     | 185       | 82       |         |
| 12         | Владислав Кодола  | Беларусь  | Левый   | 30 октября 1996 (28 лет)   | 178       | 83       |         |
| 16         | Василий Атанасов  | Россия    | Левый   | 25 сентября 2002 (22 года) | 178       | 67       |         |
| 27         | Сергей Гончарук   | Россия    | Левый   | 13 июля 1999 (26 лет)      | 179       | 73       |         |
| 32         | Антон Берлёв      | Россия    | Правый  | 23 ноября 1993 (31 год)    | 177       | 82       |         |
| 38         | Никита Тертышный  | Россия    | Правый  | 11 июня 1998 (27 лет)      | 173       | 68       |         |
| 41         | Кирилл Воронин    | Россия    | Левый   | 11 января 1994 (31 год)    | 176       | 76       |         |
| 49         | Бобби Линч        | США       | Правый  | 16 июня 1998 (27 лет)      | 185       | 83       |         |
| 66         | Артём Мисников    | Россия    | Правый  | 11 марта 2003 (22 года)    | 177       | 70       |         |
| 79         | Никита Артамонов  | Россия    | Левый   | 17 ноября 2005 (19 лет)    | 176       | 75       |         |
| 80         | Никита Шавин      | Россия    | Левый   | 18 ноября 2001 (23 года)   | 183       | 78       |         |
| 92         | Егор Виноградов   | Россия    | Левый   | 17 апреля 2003 (22 года)   | 189       | 82       |         |
| 93         | Андрей Белевич    | Беларусь  | Левый   | 27 августа 1997 (27 лет)   | 187       | 84       |         |
| 97         | Михаил Абрамов    | Россия    | Левый   | 26 марта 2001 (24 года)    | 180       | 77       |         |

## Главные тренеры
| №  | ФИО                                   | Годы      | №  | ФИО                    | Годы       |
| -- | ------------------------------------- | --------- | -- | ---------------------- | ---------- |
| 1  | Геннадий Иванович Салаков             | 1946—1952 | 19 | Юрий Фёдоров           | 2000—2002  |
| 2  | Ливерий Носков                        | 1952—1952 | 20 | Игорь Аверкин          | 2001—2002  |
| 3  | Н. Маслов, Н. Мамулашвили, М. Цедилин | 1953—1954 | 21 | Геннадий Цыгуров       | 2002—2004  |
| 4  | Борис Соколов                         | 1954—1955 | 22 | Игорь Аверкин          | 2003—2004  |
| 5  | Дмитрий Богинов                       | 1955—1963 | 23 | Михаил Варнаков        | 2004—2005  |
| 6  | Александр Прилепский                  | 1963—1965 | 24 | Анатолий Богданов      | 2005—2006  |
| 7  | Виталий Костарев                      | 1965—1971 | 25 | Владимир Юрзинов (мл.) | 2006—2007  |
| 8  | Александр Прилепский                  | 1971—1975 | 26 | Пётр Воробьёв          | 2007—2008  |
| 9  | Валерий Шилов                         | 1975—1976 | 27 | Евгений Попихин        | 2008—2009  |
| 10 | Игорь Чистовский                      | 1977—1979 | 28 | Сергей Михалёв         | 2009       |
| 11 | Николай Карпов                        | 1980—1982 | 29 | Евгений Попихин        | 2009—2010  |
| 12 | Юрий Морозов                          | 1982—1986 | 30 | Владимир Голубович     | 2010—2011  |
| 13 | Валерий Кормаков                      | 1986—1988 | 31 | Кари Ялонен            | 2011—2012  |
| 14 | Игорь Чистовский                      | 1987—1989 | 32 | Вячеслав Рьянов        | 2012—2013  |
| 15 | Валерий Петрович Шапошников           | 1989—1994 | 33 | Петерис Скудра         | 2013—2018  |
| 16 | Михаил Варнаков                       | 1994—1997 | 34 | / Дэвид Немировски     | 2018—2022  |
| 17 | Валерий Шапошников                    | 1997—1998 | 35 | Игорь Ларионов         | 2022—2025  |
| 18 | Александр Фролов                      | 1998—2000 | 36 | Алексей Исаков         | 2025—н. в. |

## Драфт КХЛ
2009 год
| Раунд | № драфта | Поз. | Игрок               | Заигран за клуб        |
| ----- | -------- | ---- | ------------------- | ---------------------- |
| II    | 35       | Нап  | Каспарс Даугавиньш  | Бингхэмтон Сенаторз    |
| IV    | 81       | Защ  | Александр Фроленков | Белые Медведи (Москва) |

2010 год
| Раунд | № драфта | Поз. | Игрок             | Заигран за клуб         |
| ----- | -------- | ---- | ----------------- | ----------------------- |
| I     | 9        | Нап  | Александр Торяник | ХК Белгород             |
| V     | 104      | Нап  | Роман Коньков     | Чайка (Нижний Новгород) |
| V     | 120      | Защ  | Олег Станевич     | Химик-СКА               |
| VII   | 145      | Защ  | Андрей Горячев    | Авангард (Омск)         |
| VII   | 172      | Нап  | Антон Вилков      | Химик (Воскресенск)     |

2011 год
| Раунд | № драфта | Поз. | Игрок                 | Заигран за клуб        |
| ----- | -------- | ---- | --------------------- | ---------------------- |
| I     | 11       | Нап  | Владислав Наместников | Лондон Найтс           |
| I     | 13       | Нап  | Анатолий Рябов        | Газовик (Тюмень)       |
| II    | 35       | Нап  | Игорь Сафаралеев      | Газовик (Тюмень)       |
| III   | 64       | Нап  | Георгий Бусаров       | Дизель (Пенза)         |
| IV    | 90       | Защ  | Александр Сорокин     | Ладья (Тольятти)       |
| IV    | 94       | Нап  | Никита Свинцицкий     | Ладья (Тольятти)       |
| V     | 117      | Нап  | Павел Ханов           | Нефтяник (Альметьевск) |

2012 год
| Раунд | № драфта | Поз. | Игрок           | Заигран за клуб         |
| ----- | -------- | ---- | --------------- | ----------------------- |
| I     | 27       | Защ  | Артём Кулешов   | Крылья Советов (Москва) |
| II    | 60       | Нап  | Сергей Дьяченко | Русь (Москва)           |
| III   | 95       | Нап  | Евгений Филин   | Дизель (Пенза)          |
| V     | 157      | Нап  | Дмитрий Якунин  | ЦСКА (Москва)           |

2013 год
| Раунд | № драфта | Поз. | Игрок             | Заигран за клуб         |
| ----- | -------- | ---- | ----------------- | ----------------------- |
| II    | 49       | Нап  | Егор Кулаков      | Химик (Воскресенск)     |
| IV    | 113      | Нап  | Дмитрий Бабошин   | Крылья Советов (Москва) |
| V     | 147      | Защ  | Артём Семичастнов | Крылья Советов (Москва) |

2014 год
| Раунд | № драфта | Поз. | Игрок             | Заигран за клуб           |
| ----- | -------- | ---- | ----------------- | ------------------------- |
| II    | 79       | Защ  | Михаил Потапов    | Торпедо (Нижний Новгород) |
| IV    | 144      | Нап  | Артур Гиздатуллин | Нефтяник                  |
| IV    | 154      | Нап  | Кирилл Ураков     | Ижсталь                   |
| V     | 193      | Нап  | Михаил Смолин     | Торпедо (Нижний Новгород) |

2015 год
| Раунд | № драфта | Поз. | Игрок           | Заигран за клуб |
| ----- | -------- | ---- | --------------- | --------------- |
| I     | 1        | Нап  | Ессе Пульюярви  | Кярпят          |
|       |          | Защ  | Евгений Яргаев  | Дизель          |
|       |          | Защ  | Никита Пислегин | Ижсталь         |
|       |          | Нап  | Александр Дудин | Дизель          |

## Матчи звёзд
- 2009 — Павел Брендл
- 2013 — Михаил Варнаков
- 2014 — Юусо Хиетанен, Денис Паршин
- 2015 — Войтек Вольски
- 2016 — Каспарс Даугавиньш
- 2017 — Алексей Потапов
- 2018 — Денис Паршин
- 2019 — Филип Хольм
- 2020 — Чарльз Геноуэй, Андрей Тихомиров
- 2022 — Алексей Кручинин, Максим Федотов
- 2023 — Василий Атанасов, Богдан Конюшков, Максим Летунов

## Дерби
«Торпедо» имеет принципиальных соперников в лиге. «Волжское» дерби — это матчи с ярославским «Локомотивом». Также существовало «Автозаводское» дерби — с «Ладой» Тольятти, однако фанаты обеих команд не враждуют друг с другом. 

## Медиа
ГТРК «Нижний Новгород» занимается организацией трансляций домашних и выездных матчей ХК «Торпедо». Игры транслируется за счёт региональных включений на каналах Россия-24 и «ННТВ». Жителям Нижнего Новгорода и Нижегородской области доступен сервис по онлайн вещанию Торпедо-ТВ. Также в 2019 году, был запущен телеканал «Нижний Новгород 24». Он также вещает матчи ХК «Торпедо».
В ноябре 2012 года вышел видеоклип, в котором исполняется командная песня «Торпедо». В то же время рэп-исполнителем Ravikk (участник коллектива «ТуганоWские») был записан бонус-клип к альбому «Ком строк», посвящённый хоккейному клубу из Нижнего Новгорода.